# Râul Valea Mare, Olt (Malnaș)
Râul Valea Mare este un curs de apă, afluent al râului Olt. 

## Hărți
- Harta județul Covasna
- Harta Munții Bodoc-Baraolt  Arhivat în 29 ianuarie 2014, la Wayback Machine.